# Okříšky (zámek)
Zámek Okříšky v barokním stylu a s renesančním jádrem v obci Okříšky je chráněn jako kulturní památka České republiky. V Okříškách existovala již v době předhusitské zeměpanská tvrz, která byla dávána lénem. V roce 1466 získal Okříšky s tvrzí a ves Petrovice rytířský rod z Hrochova, v jehož vlastnictví zůstaly skoro 100 let. Tehdy byla tvrz přebudována v pozdně gotickém stylu. V 16. století byla tvrz přestavěna na renesanční zámek, který od počátku 17. století náležel Jiřímu Rechenberkovi ze Želetic. 
Posledními majiteli byli od roku 1751 členové šlechtického rodu Collalto et San Salvatore, kteří jej připojili ke svému moravskému fideikomisnímu panství Brtnici. První pozemkovou reformou umenšený majetek byl Collaltům v roce 1945 na základě účelově vyložených Benešových dekretů konfiskován. Až do 90. let 20. století zámek sloužil jako úřadovna a skladiště Jednotného zemědělského družstva v Okříškách. Od září roku 2009 zámek využíval Úřad městyse Okříšky.
Od roku 2022 je zámek vytápěn odpadním teplem z bioplynové stanice.

## Historie
Zámek v Okříškách měl být postaven v renesanci jako typické venkovské sídlo, které mělo podobu protáhlé obdélné jednotraktové budovy se zaklenutým přízemím a plochostropým patrem. Na konci 16. století byla v prostorách zámku vytvořena sgrafita, v budově zámku se při archeologických průzkumech nalezl smrkový trám, který byl datován do roku 1598, postaven měl být zřejmě stavitelem Jiřím Rechmberkem z Želetic. 
V době baroka byl zámek upraven, v první části úprav bylo upraveno patro, kdy byly vyzděny příčky místností a byla postavena kachlová kamna. Ve stejné stavební fázi byl upraven do barokní podoby i kostel jména Panny Marie, tj. to mělo nastat v roce 1673. Další úpravy proběhly ve dvacátých letech 18. století (dle dendrologického datování snad v roce 1715), kdy majiteli zámku byla rodina rytířů van Hoch. Bylo barokizováno průčelí budovy a někdejší dřevěná pavlač byla přebudována na zděnou patrovou arkádu se záklenky a cihlovými klenáky na vrcholu. Při této fázi oprav byla zakryta omítkou starší sgrafita a budova pak byla bíle omítnuta. Na západní straně budovy byla nově vystavěná arkáda uzavřena přístavbou nad starším suterénem.
V roce 1751 zakoupil Thomas Vinciguerra Collalto et San Salvatore (1710-1768) statek Okříšky s Pokojovicemi, které připojil jako alodiální statek k rodovému moravskému fideikomisu. Ke konci 18. století provedli Collaltové několik menších úprav a v roce 1760 byla při opravě poprvé zmíněna zámecká věž. V roce 1787 proběhla důkladná oprava zámku, byly osazeny nové typlové stropy, připraveny nové schody, nově pokrytá střecha a zámek byl vymalován. O rok později byl zámek nově vydlážděn a v roce 1798 byly v arkádách zámku vyzděny čtyři oblouky. Další úpravy proběhly v 19. století, kdy byla upravena střecha a vystavěn nový krov, také byly dozděny další arkády a stropy upraveny na fabionové se štukovými zrcadly. 
V roce 1885 činila celková rozloha alodiálního statku Okříšky a Pokojovice 1079,50 ha, přičemž samotné hospodářské dvory v Okříškách a Pokojovicích zabíraly z celkové rozlohy 147,47 ha, z celkové výměry už tehdy Collaltové 699,99 ha po parcelách pronajímali a část pozemků mělo k dispozici služebnictvo. Lesní revír Okříšky zabíral 435,25 ha. V roce 1892 založil František Engelmann z Brna na pozemku velkostatku (nedaleko železniční stanice Okříšky) parní pilu, která přešla v roce 1910 do majetku velkostatku Brtnice. Od roku 1904 až do první pozemkové reformy v roce 1924 ji měl v pronájmu Ludwig Přihoda.
Celý majetek hraběte Emanuela Collalto et San Salvatore na území nové republiky zařadil Státní pozemkový ústav už v roce 1921 do prvního období prováděné pozemkové reformy. Jednalo se o celý velkostatek Brtnice-Okříšky-Pokojovice se dvorem Přímělkov, dvorem Střížov (Okříšky do 50% výměry), o celý velkostatek Uherčice s Písečnou a Slavětínem a celý velkostatek Něm. Rudolec-Černá. Z alodiálního statku Okříšky s Pokojovicemi o výměře 313 ha bylo 36 ha rozparcelováno a 277 ha propuštěno vlastníku knížeti Manfredovi Collalto ze záboru, vlastní dvůr Okříšky o rozloze 168 ha přišel během pozemkové reformy o 30 ha a 132 ha bylo propuštěno vlastníku. Parní pilu odkoupila v přídělovém řízení pozemkové reformy v roce 1924 firma Brož & Entler ze Znojma. Lihovar velkostatku byl združstevněn.
V roce 1945 byl zámek Collaltům na základě účelově vyložených Benešových dekretů konfiskován. Dvůr Okříšky se nacházel zpočátku pod národní správou velkostatku Brtnice a od listopadu 1947 v majetku Zemědělského výrobního družstva (ZVD) v Okříškách. Po roce 1949 převzalo majetek dosavadního ZVD Jednotné zemědělské družstvo Okříšky. V roce 1979 pak byla opravena střecha. Samotný zámek se nacházel v majetku MNV a JZD sloužil jako úřadovny a skladiště.
V roce 1991 okresní úřad v Třebíči vydal stanovisko k úpravě hospodářské budovy u zámku a v roce 2000 byl zámek doporučen k zapsání do seznamu kulturních památek České republiky. V roce 1999 zámek koupilo město, které započalo s rekonstrukcí: devastované stáje byly zbořeny a místo nich postaven dům s pečovatelskou službou. Záchranné práce střechy proběhly v roce 2001 a mezi lety 2008 a 2009 byl zámek celkově rekonstruován. Od září roku 2009 zámek slouží jako úřad městyse. V roce 2017 se úřad městyse přestěhoval do budovy bývalé spořitelny v centru a zámek byl nabídnut k pronájmu. V roce 2018 byl před budovou zámku vysázen květinový záhon v podobě znaku městyse Okříšky. V roce 2019 byla Klubem českých turistů vydána sběratelská karta okříšského zámku.
Sgrafita by měla být v následujících letech rekonstruována.